# Асекеево (станция)
Асекеево — станция в Асекеевском районе Оренбургской области. Входит в состав Асекеевского сельсовета.

## География
Станция находится на расстоянии 4 км к востоку от села Асекеево, административного центра района.

### Часовой пояс
Станция Асекеево как и вся Оренбургская область, находится в часовой зоне МСК+2. Смещение применяемого времени относительно UTC составляет +5:00.

## Население
| 2010 |
| ---- |
| 423  |